# Heraclia ruwensorica
Heraclia ruwensorica är en fjärilsart som beskrevs av Embrik Strand 1912. Heraclia ruwensorica ingår i släktet Heraclia och familjen nattflyn. Inga underarter finns listade i Catalogue of Life.